# Stefano di Apt
Stefano (Agde, 975 – Apt, 6 novembre 1046) è stato vescovo della diocesi di Apt nell'XI secolo, venerato come santo dalla Chiesa cattolica.

## Biografia
Di questo santo vescovo esiste una biografia scritta da un chierico della Chiesa di Apt, contemporaneo di santo Stefano.
Nato da una nobile famiglia di Agde nell'Hérault nel 975, fu educato nel monastero di San Severo della sua città natale. Consacrato sacerdote, fece un pellegrinaggio nei luoghi santi della Palestina, dove soggiornò per diverso tempo, imparando il greco. Ritornato in patria, all'età di 35 anni fu consacrato vescovo di Apt, nel 1010 circa. Durante il suo episcopato, fece un nuovo pellegrinaggio in Terra Santa e mise mano alla ricostruzione della cattedrale di Apt, che venne consacrata il 15 agosto 1038. Un precedente tentativo di andare a Gerusalemme non ebbe buon esito: è durante questo periodo che soggiornò a Roma e in Toscana, accolto dal vescovo di Volterra.
Dal punto di vista storico, il suo nome è documentato in diversi atti e diplomi dell'epoca. È nominato in una bolla di papa Sergio IV (1009-1012), che lo autorizzava a consacrare la chiesa di Correns in Spagna. Nel 1022 è ancora in Spagna per la consacrazione del monastero di Rosas in Catalogna. Prese parte al concilio di Narbona nel 1032. In questo stesso anno consacrò la chiesa di San Michele di Saignon, e nel 1038 la nuova cattedrale di Apt. Il 15 ottobre 1040 era a Marsiglia per assistere alla consacrazione dell'abbazia di San Vittore alla presenza di papa Benedetto IX. Nel 1043 partecipò ad un altro concilio a Narbona, mentre nel 1044 assistette alla donazione della chiesa di San Promasio (Saint-Promasse) di Forcalquier.
Morì a Apt il 6 novembre 1046. Secondo il martirologio di Tolone il suo episcopato durò 35 anni, 10 mesi e 20 giorni, cosa che daterebbe l'inizio del suo ministero al 16 dicembre 1010.

## Culto
Benché il suo nome appaia in alcuni martirologi medievali francesi, il suo culto ad Apt è attestato per la prima volta nel breviario del 1532. Il suo nome non venne inserito dal Baronio nella prima redazione del Martirologio Romano. Quando la diocesi di Apt fu soppressa agli inizi dell'Ottocento, la sua memoria venne perpetuata nelle diocesi di Avignone e di Montpellier.
L'odierno martirologio romano, riformato a norma dei decreti del concilio Vaticano II, ha inserito la memoria di santo Stefano alla data del 6 novembre, ricordandolo con queste parole: